# Goede Vrijdagbenoemingen
De Goede Vrijdagbenoemingen waren honderden onwettige benoemingen in de schoolgebouwenfondsen in de eerste helft van 1975, grotendeels op Goede Vrijdag, door Herman De Croo (PVV), toenmalig minister van Nationale Opvoeding in de Belgische regering-Tindemans II.
Gedurende zes maanden mochten benoemingen afwijken van de regels in het rijkspersoneelsstatuut. Het ging om 309 aanwervingen en 213 bevorderingen in het Gebouwenfonds voor de Rijksscholen en het Fonds voor Provinciale en Gemeentelijke Schoolgebouwen.
Ambtenaar S. Janssens werd tuchtrechtelijk vervolgd om de Goede Vrijdagbenoemingen aan de kaak te hebben gesteld.
De Raad van State oordeelde dat zowel de algemene regel (tijdelijke afwijking van het personeelsstatuut) als de individuele benoemingen onwettig waren en vernietigde ze.
Tegen het advies van de Raad van State werden alle benoemingen in 1983 geregulariseerd door een wet.
De benaming Goede Vrijdagbenoemingen is gemunt door Hugo de Ridder, journalist bij De Standaard.

## Voetnoten
1. ↑  cijfers vermeld in het verslag van de Senaatscommissie over de regularisatiewet: Parl.St., Senaat, 1982-83, nr. 402/2, p. 3.
2. ↑  Ingrid Opdebeek en Filip Reyntjens, "Kroniek van Grondwettelijk en Administratief Recht (1986 en 1987)", Rechtskundig Weekblad, 1987-88, 1401.
3. ↑  arresten van 8 december 1977, nr. 18.621 en van 14 november 1978, nrs. 19.250-19.259.
4. ↑  advies in wetsontwerp: Parl.St., Senaat, 1982-83, nr. 402/1
5. ↑  Wet van 6 juli 1983 houdende bijzondere maatregelen met het oog op het verzekeren van de werking van het Gebouwenfonds voor de Rijksscholen en het Fonds voor Provinciale en Gemeentelijke Schoolgebouwen.
6. ↑  ensie.nl. Gearchiveerd op 18 april 2019.